# Phare de Saybrook Breakwater
Le phare de Saybrook Breakwater est un phare de Old Saybrook dans le Connecticut, aux États-Unis, situé sur à Fenwick Point, à l'embouchure du fleuve Connecticut. Le phare est aussi simplement connu sous le nom de Breakwater Light ou Outer Light. C'est l'un des deux phares construits à Lynde Point au XIXe siècle. L'autre phare, le phare de Lynde Point, plus communément appelé Inner Light, est plus vieux de 75 ans que le phare de Saybrook Breakwater. Les deux phares marquent l'entrée du port à l'embouchure du fleuve Connecticut.

## Histoire
Le phare est en service depuis 1886.
En 2007, le gouvernement fédéral annonça qu'il vendrait le phare à la National Historic Lighthouse Preservation Program, créée pour transférer la responsabilité de la maintenance des phares vers les gouvernements municipaux, ou entités privées. La garde-côtière voudrait continuer à maintenir le phare en activité alors que les nouveaux propriétaires maintiendront la structure historique. La garde-côtière détient aussi la terre sur laquelle le phare est construit, et un transfert de terres ne fait partie du programme de préservation.